# Lingua glaciale Erebus
La lingua glaciale Erebus (in inglese Erebus Glacier Tongue) è una lingua glaciale nel'isola di Ross in Antartide. Localizzata ad una latitudine di 77° 42′ S ed una longitudine di 166° 40′ E ha origine dal ghiacciaio Erebus nei pressi del monte Erebus e si getta nel canale McMurdo nella baia Erebus.
È stata intitolata durante la spedizione Discovery del 1901-04 di Robert Falcon Scott alla HMS Erebus, nave utilizzata da James Clark Ross durante le sue missioni antartiche del 1839-43.